# Edgardo González
Edgardo González (30 settembre 1936 – 26 ottobre 2007) è stato un calciatore uruguaiano, di ruolo centrocampista.

## Carriera

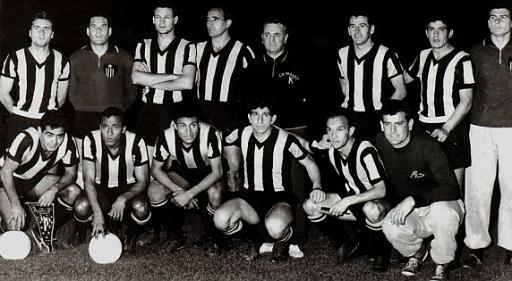
Edgardo González (il secondo da destra nella fila in piedi) con la squadra del Peñarol alla Coppa Libertadores nel 1961

Con la Nazionale uruguaiana ha preso parte ai Mondiali 1962.